# Sabline de Provence
Arenaria provincialis
Espèce
Classification phylogénétique
Statut de conservation UICN

 NT  : Quasi menacé
La Sabline de Provence ou Herbe à Gouffé (Arenaria provincialis) est une plante annuelle (thérophyte) à cycle hivernal, de petite taille (10 à 30 cm) poussant exclusivement dans les éboulis calcaires ou les lapiaz entre Toulon et Marseille (calanques, Etoile-Garlaban, Sainte-Baume, La Sainte-Victoire...) C'est une espèce rare (cotation UICN 1997) dans le monde et en France où elle est endémique et strictement protégée par la loi française, par la directive européenne "faune/flore/habitats" et par la convention de Berne.

## Description
Cette sabline a l'originalité de ne posséder que 2 styles au lieu de 3, ses tiges fines ramifiées sont érigées et portent de petites feuilles allongées opposées par deux, les fleurs blanches (avril-mai) ont 5 pétales et le fruit ovoïde n'a que 2 valves avec 2 dents à leur sommet.
Pour ces raisons, certains préfèrent la classer dans un genre à part nommé Gouffeia DC. sous le nom de Gouffeia arenarioides DC. et d'autres dans le genre Arenaria sous le nom de Arenaria provincialis Chater & G.Halliday.